# Tameem al-Kubati
Tameem al-Kubati (* 1. Januar 1989) ist ein jemenitischer Taekwondoin. Er startet in der Gewichtsklasse bis 58 Kilogramm.
Seine ersten internationalen Titelkämpfe bestritt Kubati bei der Asienmeisterschaft in Henan, wo er in der Klasse bis 54 Kilogramm das Halbfinale erreichen konnte und Bronze gewann. Bei seiner ersten Weltmeisterschaft 2009 in Kopenhagen schied er nach seinem zweiten Kampf vorzeitig aus. Erfolgreich verlief das Jahr 2011. Kubati erreichte bei der Militärweltmeisterschaft in Rio de Janeiro das Viertelfinale und gewann bei den Panarabischen Spielen in Doha in der Klasse bis 54 Kilogramm die Goldmedaille. Beim internationalen und asiatischen Olympiaqualifikationsturnier in der Gewichtsklasse bis 58 Kilogramm verpasste Kubati jeweils die Qualifikation für die Olympischen Spiele 2012 in London. Von der World Taekwondo Federation (WTF) erhielt er jedoch eine Wildcard für die Teilnahme.